# 安部香里
安部 香里（あべ かおり、1983年1月4日 - ）は、東北地方を拠点にタレント活動をしている日本のフリーアナウンサー、モデル。

## 来歴
岩手県江刺市（現・奥州市）出身。岩手県立岩谷堂高等学校から岩手県立大学看護学部へ進学し、2005年に卒業。
仙台SOSモデルエージェンシーに所属していた当時は、パーソナリティ、モデルとして活動。当時は岩手のほかに仙台でも活動していた。
2008年4月からは岩手でフリーアナウンサー、モデルとして活動。2015年夏から柴田晃一のプロデュースで音楽活動もしており、柴田が結成したエンターテインメントユニット・紅音のサポートメンバーも務めている。

## 出演

### テレビ番組
- ヨジテレビ!（仙台放送） - リポーター
- 見たい!住みたい!wakuwakuマンション（ミヤギテレビ） - アシスタント
- スキダッちゃ!!（ケーブルテレビ キャベツ） - 「コラボ de サラダ」担当
- 旅ナビ！トラベリング☆ガール（ケーブルテレビ キャベツ）
- じゃじゃじゃTV（IBC岩手放送） - リポーター
- 新幹線・JRバス東北 定期観光バスで行く♪冬の東北よくばり旅（IBC岩手放送、2019年2月3日）[4]
- 岩手県立大学プレゼンツ けんだいちいき研究室（IBC岩手放送/岩手めんこいテレビ、2020年1月） - MC[5]

### ラジオ番組
- 北風小僧（Date fm、2006年10月 - 2007年10月[2]） - アシスタント兼リポーター

### ウェブサイト
- 宮城インターネットテレビ（仙台・宮城のタウン情報発信サイト）

### CM
- セキスイハイム
- 山形銀行
- アート不動産
- JA共済
- 白金運輸
- 岩手県高圧ガス保安協会
- INDY

### スチールモデル
- ゼクシィ（リクルート）
- じゃらん（リクルート）
- ヴィヴィット
- 岩手高原スノーパーク